# 少年滋味
少年滋味是一部香港紀錄片，由導演張經緯執導。2016年7月28日上映，片長78分鐘。此電影同時為慶祝香港青年協會成立55周年而製作，分享90後青年的成長故事與心路歷程，希望家長明白子女成長期須面對的困擾與挑戰。

## 故事大綱
《少年滋味》是一套致年青人、曾是年青人或關心年青人的香港家書。源自2014年12月香港青年協會主辦的「譜Teen同唱」萬人音樂會，導演受邀拍攝，並與團隊揀出其中100人，進行小組訪談，挑選30位人物便開拍，最終經剪輯後介紹9個10至24歲青年人物。包括來自band 1名校的模範學生，被欺凌者以及自小從內地來港讀書的新移民等，同時有訪問父母。
上一代看下一代，總是看得不順眼。成人說要讀大學、找安穩的工作，年青人卻拒絕盲從主流，要認清自我。前者在說物質，後者在說心靈，大家所重視的是建基於不同的價值。世代理解不同，矛盾頓生。在風風火火的社會氣氛下，誰能靜心傾聽少年說?
金馬獎導演張經緯寫實描繪年青人，透視今天香港，預示未來。在萬人音樂會的餘韻下，鏡頭跟拍新生代的生活。九位愛音樂的年青人，在有淚有笑的訪問中，娓娓道出少年的甜酸苦辣。

## 外部連結
- 豆瓣电影上《少年滋味》的資料 （简体中文）